# The Imprint
The Imprint è un cortometraggio muto del 1914 diretto da David Porter, un attore alla sua prima e unica regia. Qui, dirige Henry King che, in seguito, sarebbe diventato uno dei registi più noti di Hollywood.

## Produzione
Il film fu prodotto dalla White Star Film Company (Balboa Amusement Producing Company).

## Distribuzione
Distribuito dalla Box Office Attractions Company, il film - un cortometraggio in una bobina - uscì nelle sale cinematografiche statunitensi il 1º luglio 1914 presentato da William Fox.